# Ratonero Murciano
Der Ratonero Murciano ist eine spanische Hunderasse aus der Region Murcia.
Der Name Ratonero weist darauf hin, dass es sich um einen „Ratten“jäger handelt und danach kommt, nach spanischer Tradition zur Benennung dieser Gruppe von Hunden, die Herkunft des Hundes – hier Murcia.

## Herkunft und Geschichtliches
Ursprünglich wurde der Ratonero Murciano nicht nur zur Mäuse- und Rattenjagd eingesetzt, sondern auch als Wachhund in Lagerhäusern und Bauernhöfen. Man geht davon aus, dass seine Abstammung auf Hunde zurückgeht, die von den Römern und Karthagern ab dem 3. Jahrhundert v. Chr. aus Ägypten auf die Iberische Halbinsel gebracht wurden.
Eigentlich handelt es sich beim Ratonero Murciano nicht um eine neu entstandene Hunderasse, sondern um eine nationale Hunderasse, die nicht wirklich als eigenständige Rasse anerkannt wurde.
Im Jahr 1997 wurde ein Zuchtprogramm zum Erhalt des Ratonero Murciano ins Leben gerufen, die sich im Laufe der Jahre weiterentwickelte. Im Jahr 2009 erreichte das Programm mit seiner dritte Generation rund 80 Zuchttieren und einem DNA-Testprogramm.

## Beschreibung
Der Ratonero Murciano ist ein relativ kleiner lebhafter und athletischer Hund. Er hat ein sehr kurzes, glattes Fell und für gewöhnlich sind sie dreifarbig schwarz-braun mit weißer Brust aber es gibt auch schwarz-braune, ganz braune oder schwarze Exemplare.
Ratoneros Murcianos haben einen leicht runden Kopf und leicht runde bis mandelförmige Augen und spitze aufrecht stehende Ohren. Sie sehen kleinen Pinschern  sehr ähnlich.
Bis in das Jahr 2023, als das neue spanische Tierschutzgesetz in Kraft trat, wurden sie für gewöhnlich kupiert und das z. T. bis runter an den Schwanzansatz. Heute gibt es sie mit Rute, aber auch mit verkürzter Stummelrute, da viele Exemplare das sogenannte Brachyuran-Gen in sich tragen.
Traditionell wird der Ratonero Murciano, gerade in der ländlichen Region, um Murcia herum wegen seiner Wendigkeit und Schnelligkeit zur Nagetierjagd eingesetzt aber sie werden auch als  gute  Wachhunde, da sie sofort anschlagen, wenn Fremde in ihr Revier kommen. Wegen seiner handlichen Größe hat er aber mittlerweile auch in Spanien die Position eines Familienhund gewonnen.
Auf Nationaler Ebene wurde via dem Club Español del Ratero Murciano von der Asociación Canina Nacional  ACCAM die Rasse als eigenständige Nationale Rasse schon anerkannt.